# Національне агентство з акредитації України
Націона́льне аге́нтство з акредита́ції Украї́ни (НААУ) — національний орган з акредитації України,
Основними функціями агентства є:
- акредитація органів з оцінки відповідності (ООВ);
- контроль за відповідністю акредитованих органів вимогам акредитації.

Агентство керується законодавством України, міжнародним стандартом ISO/IEC17011, документами міжнародних організацій з акредитації (EA, IAF, ILAC).
Одним із пріоритетних завдань Уряду України є приведення української системи технічного регулювання у відповідність з вимогами Світової організації торгівлі та Європейського союзу. Реалізація цього завдання є надзвичайно важливим для України, оскільки 16 травня 2008 року Україна стала членом Світової організації торгівлі та наразі ведуться переговори щодо створення зони вільної торгівлі з країнами-членами Європейського Союзу.
Ключовим елементом реформування системи технічного регулювання є приведення системи акредитації в Україні у відповідність з вимогами Європейської асоціації з акредитації та підписання Угоди про визнання між Національним агентством з акредитації України та Європейською асоціацією з акредитації.

## Історія створення
У 2001 році було прийнято Закон України «Про акредитацію органів з оцінки відповідності», який визначив правові, організаційні та економічні засади акредитації органів з оцінки відповідності в Україні. Відповідно до цього Закону в 2002 році Міністерство економіки створило Національне агентство з акредитації України. Крім цього, було створено Раду з акредитації, Технічний комітет з акредитації та Комісію з апеляцій.

## Структура НААУ
Відповідно до ч. 6 ст. 6 Закону України «Про акредитацію органів з оцінки відповідності» до складу національного органу України з акредитації входять:
- Рада з акредитації;
- Технічні комітети з акредитації;
- Комісія з апеляцій.

## Сфера діяльності
НААУ проводить акредитацію органів з оцінки відповідності (ООВ) за наступними напрямками:
- органи з сертифікації персоналу — згідно з вимогами ISO/IEC 17024:2003 (перехід на нову версію стандарту ISO/IEC17024:2012) «Загальні вимоги до органів, що здійснюють сертифікацію персоналу»;

- випробувальні та калібрувальні лабораторії — згідно з вимогами ДСТУ ISO/IEC 17025:2006 «Загальні вимоги до компетентності випробувальних та калібрувальних лабораторій»);

- органи з сертифікації систем менеджменту — згідно з вимогами ISO/IEC 17021:2011"Вимоги до органів, що здійснюють аудит і сертифікацію систем менеджменту";

- органи з інспектування — згідно з вимогами ДСТУ ISO/IEC 17020 — 2001 (перехід на нову версію стандарту ISO/IEC 17020:2012) «Оцінювання відповідності. Вимоги щодо діяльності різних типів органів, що здійснюють інспектування» (отримано у 2014 р.);

- органи з сертифікації продукції — згідно з вимогами ISO/IEC 17065 «Оцінювання відповідності — Вимоги до органів, що сертифікують продукцію, процеси та послуги».

## Міжнародне визнання

### Співробітництво з Європейською кооперацією з акредитації (ЕА)
Головним європейським вектором діяльності НААУ є співробітництво з Європейською кооперацією з акредитації (ЕА), що є органом, який згідно з Регламентом (ЄС) № 765/2008 від 09.07.2008 керує системою експертного оцінювання серед національних органів з акредитації держав-членів Європейського Союзу та інших країн Європи. У рамках ЕА діє Багатостороння угода (ЕА MLA) та Двостороння Угода (EA BLA), підписанти яких — національні органи з акредитації — визнають системи акредитації один одного як еквівалентні.
У 2004 році НААУ підписало контракт про співробітництво з ЕА.
У 2009 році після двох оцінювань (у 2006 та 2009 рр.) НААУ отримало визнання у сфері «Акредитація органів з сертифікації персоналу».
2011 р. — НААУ отримало статус асоційованого члена EA.
2012 р. — НААУ розширило визнання в рамках ЕА у сферах акредитації калібрувальних та випробувальних лабораторій відповідно до ISO/IEC 17025:2006 «Загальні вимоги до компетентності випробувальних та калібрувальних лабораторій», а також органів з сертифікації систем менеджменту відповідно до ISO/IEC 17021:2011"Вимоги до органів, що здійснюють аудит і сертифікацію систем менеджменту".
У жовтні 2014 року на засіданні Ради з Багатосторонньої Угоди ЕА (ЕА МАС), яке відбулось 1-2 жовтня 2014 р. у м. Брюссель (Королівство Бельгія), було прийнято рішення щодо розширення визнання НААУ у сфері акредитації органів з інспектування відповідно до ISO/IEC 17020.
У жовтні 2015 року у м. Берлін (Німеччина) під час засідання ЕА МАС було ухвалено рішення щодо розширення визнання НААУ у сфері акредитації органів з сертифікації продукції.
У жовтні 2015 року Комітетом з Багатосторонньої Угоди ЕА було прийняте рішення щодо надання НААУ розширення Двосторонньої Угоди у сфері акредитації «Сертифікація продукції».
26 листопада 2015 року НААУ підписало Угоду про визнання з боку ЕА за напрямком «органи з сертифікації продукції», що створило умови для підписання Україною Угоди АСАА (стаття 57 Угоди про асоціацію УКРАЇНА — ЄС: Угода про оцінку відповідності та прийнятність промислових товарів).

### Співробітництво з Міжнародною асоціацією з акредитації лабораторій (ILAC)
У 2004 році НААУ отримало статус афілійованого члена ILAC.
У 2013 році на виконання п.30 «Забезпечення підписання угод про визнання між НААУ та Міжнародною кооперацією з акредитації лабораторій ILAC» Плану заходів щодо реалізації Стратегії розвитку системи технічного регулювання на період до 2018 року, керівництвом НААУ було прийнято рішення щодо подальшого поглиблення співпраці між НААУ та ILAC, зокрема, шляхом приєднання НААУ до Угоди ILAC про взаємне визнання  (ILAC MRA).
16 вересня 2014 року НААУ отримало статус асоційованого члена ILAC.
24 вересня 2014 року НААУ отримало статус повноправного члена ILAC і стало підписантом Угоди ILAC MRA у сферах калібрування та випробування відповідно до міжнародного стандарту ISO/IEC 17025 «Загальні вимоги до компетентності випробувальних та калібрувальних лабораторій».
11 грудня 2014 року НААУ розширило своє визнання і стало підписантом угоди  ILAC MRA у сфері інспектування відповідно до міжнародного стандарту ISO/ІЕС 17020 «Загальні критерії щодо діяльності органів різного типу, що здійснюють інспектування».